# 岡山放送
岡山放送株式會社（日语：／ Okayama Hōsō */?）是日本的一家以岡山縣和香川縣為放送地域的電視台。簡稱OHK。呼出訊號為JOOH-DTV（岡山）。為富士電視台聯播網FNS·FNN的成員。開播于1969年4月1日。其總部位于岡山市學南町三丁目2番1号。

## 外部連結
- OHK岡山放送 （页面存档备份，存于）
- OHK岡山放送【公式】的X（前Twitter）
- 岡山放送的Facebook專頁
- OHK公式的Instagram帳戶
- YouTube上的OHK官方頻道

34°40′53″N 133°55′26″E / 34.68139°N 133.92389°E